# Pentoxifilina
La pentoxifilina es un agente hemorreológico, un medicamento derivado xantínico sustituido que actúa sobre la membrana plasmática los glóbulos rojos y la hace más maleable, mejorando así la perfusión sanguínea. Indicada en su forma oral para casos de claudicación intermitente (problemas en la circulación sanguínea.) En su forma intravenosa, está indicada en trastornos de la irrigación arterial y arteriovenosa periféricas entre otras.
La distribuyen: Aventis, con el nombre comercial Trental; Degort's (Duplat); Silanes (Sufisal); Tecnofarma (Tecxifil); Bruluart (Vantoxyl); Teva (Vasofyl) y Elite Medical (pentoxifilina).

## Indicaciones
La pentoxifilina se indica en el tratamiento de la claudicación intermitente que resulta de la obstrucción de arterias en las extremidades, así como en pacientes con demencia multiinfarto. La pentoxifilina mejora el flujo sanguíneo a través de los vasos sanguíneos y por ello mejora la circulación sanguínea en los brazos y piernas, como es el caso de la claudicación intermitente. También se usa para prevenir infartos cerebrales y puede administrarse para el mantenimiento de la anemia drepanocítica, pues mejora el flujo sanguíneo cerebral.[cita requerida]
Se ha descrito que la pentoxifilina disminuye la viscosidad sanguínea y aumenta la flexibilidad de los hematíes aumentando, por tanto, el flujo sanguíneo en la microcirculación y oxigenación de los tejidos. También se usa en medicina veterinaria con el mismo propósito, el de mejorar la hiperviscosidad de la sangre.
La pentoxifilina se ha usado para tratar las náuseas y el dolor de cabeza causados por el mal de montaña. También, ha habido interés en su uso en la terapia de la fertilidad como adyuvante en el aumento del porcentaje de espermatozoides con motilidad progresiva en individuos con oligoastenozoospermia o con oligoastenospermia.

## Mecanismo de acción
La pentoxifilina es un inhibidor enzimático de la fosfodiesterasa y aumenta el AMP cíclico intracelular, estimulando la actividad de la protein cinasa dependiente de AMPc. También se sabe que es un inhibidor del factor de necrosis tumoral. Por ello, se ha indicado en fechas recientes para el tratamiento de las enfermedades del hígado causadas por el alcoholismo, en sustitución de los glucocorticoides y para el tratamiento de la fibrosis pulmonar.
Se ha usado, entre varios otros medicamentos, en casos refractarios de sarcoidosis, pero no hay pruebas convincentes de su eficacia, fuera de algunas publicaciones anecdóticas sin testigos.

## Interacciones medicamentosas
La coadministración de la pentoxifilina y el tiopental sódico causa la muerte en ratas por edema pulmonar agudo. También se ha visto que aumenta los niveles plasmáticos de teofilina, hasta su concentración mínima tóxica.[cita requerida].

## Farmacología
La pentoxifilina puede secretarse en la leche materna. No se ha demostrado evidencia de que sea teratógeno en altas dosis. Pruebas experimentales y casos reportados han dado un mayor conocimiento de su actividad antiinflamatoria y vasodilatadora.[cita requerida]